# Josef Kollmer
Josef Kollmer (* 26. února 1901 Händlern – 28. ledna 1948 Krakov) byl německý funkcionář SS během nacistické éry, který se dopouštěl masových vražd v Osvětimi.

## Biografie
Josef Kollmer se narodil v Händlernu v Bavorsku. Několik let pracoval u německé policie než se 1. ledna 1935 stal členem SS. V květnu 1937 vstoupil do NSDAP. V říjnu 1941 byl přidělen k Waffen-SS a povolán do Osvětimi, kde do října 1943 velel různým strážím. Potom byl dočasně přemístěn do koncentračního tábora Mittelbau-Dora, ale v květnu 1944 se vrátil do Osvětimi. Zpočátku velel strážím v hlavním táboře v Osvětimi a od srpna do října 1944 v koncentračním táboře Monowitz. Během své doby v Osvětimi se Kollmer podílel na masových vraždách Židů v plynových komorách v pracovním táboře Březinka.
Kollmer byl souzen Nejvyšším národním tribunálem v soudním řízení v Osvětimi v Krakově a byl odsouzen k trestu smrti. Jeho rozsudek byl proveden oběšením dne 28. ledna 1948 ve věznici Montelupich.